# Jeff Hawkins
Jeff Hawkins (født 1 juni, 1957 i Huntington, New York) er grundlægger af Palm Computing (hvor han opfandt Palm Pilot) og Handspring (hvor han opfandt Treo). Siden har han arbejdet fuldtids på neurovidenskab og har grundlagt Redwood Neuroscience Institute og udgivet bogen On Intelligence der beskriver hans memory-prediction framework teori om hjernen. I 2003 blev han valgt som medlem af National Academy of Engineering "for opfindelsen af den håndholdte computer paradigme og opfindelsen af det første økonomisk succesfulde eksempel på en håndholdt computer."

## Numenta
I Marts, 2005, Grundlagde Jeff Hawkins, sammen med Donna Dubinsky og Dileep George Numenta, Inc. for at fremme udviklingen af mønstergenkendelses softwaren Hierarchical Temporal Memory. Numenta har hovedkvarter i Menlo Park, Californien.

## Neurovidenskab
Efter endt uddannelse ved Cornell University i juni 1979 læste han en specialudgave af Scientific American der omhandlede hjernen. I den beklagede Francis Crick manglen på en overordnet teori der kunne forklare hvordan hjernen virkede. I begyndelsen, forsøgte han at åbne en ny afdeling der omhandlede emnet hos sin arbejdsgiver Intel, dog uden succes. Han prøvede også at melde sig til MIT AI Lab, også uden succes. Endeligt forsøgte han at få succes i computer industrien for derved at støtte hans seriøse arbejde om hjerner, som beskrevet i hans bog On Intelligence.
I 2002, efter to årtier med begrænset interesse fra neurovidenskabelige institutioner, grundlagde Hawkins Redwood Neuroscience Institute i Menlo Park, Californien. Grundet grundlæggelsen af Hawkins' nye firma, Numenta, blev institutionen flyttet til University of California, Berkeley den 1 Juli 2005, og her omdøbt til Redwood Center for Theoretical Neuroscience, og er nu administreret gennem Helen Wills Neuroscience Institute.
I 2004, udgav Hawkins On Intelligence (sammen med New York Times videnskabs journalist Sandra Blakeslee), hvor han fremlagde hans "memory-prediction framework" teori om hvordan hjernen virker. Hans forenende teori om hjernen argumenterer for at nøglen til hjernen og intelligens er evnen til at kunne give bud på fremtiden gennem evnen til at se mønstre. (cf. Franz Brentano's teori om intentionalitet, fremlagt over 100 år siden) Han argumentere at simpelt at programmere en computer kunstig intelligens til at gøre hvad en hjerne gør er forfejlet og for at lave en intelligent maskine, bliver vi nødt til at træne den til at finde og bruge mønstre, ikke til at udføre en bestemt opgave. Gennem denne metode, tror han vi kan bygge intelligente maskiner, der kan hjælpe os med at udføre alle mulige former for brugbare opgaver som nuværende computere ikke kan. Yderligere argumentere han at dette memory-prediction system der er implementeret i hjernebarken er grundlaget for den menneskelige intelligens.

## Bøger
- Jeff Hawkins w/ Sandra Blakeslee (2005). On intelligence, Times Books, Henry Holt and Co. ISBN 0-8050-7456-2

## Eksterne links
- Jeff Hawkins: Brain science is about to fundamentally change computing Arkiveret 6. juni 2008 hos  Wayback Machine – Jeff Hawkins snakker om hans teorier ved TED (conference) i 2003
- Jeff Hawkins hacks the Human Brain article from Business 2.0
- On Intelligence Arkiveret 12. januar 2006 hos  Wayback Machine
- Crazy about Brains Cornell Engineering Magazine, Spring 2005
- Jeff Hawkins: The man who almost single-handedly revived the handheld computer industry, Pen Computing
- Jeff Hawkins, creator of the PalmPilot Arkiveret 10. august 2007 hos  Wayback Machine, PalmPower Magazine
- Jeff Hawkins, creator of the PalmPilot (Part 2) Arkiveret 22. juli 2007 hos  Wayback Machine, PalmPower Magazine
- Video lecture: Can a New Theory of the Neocortex Lead to Truly Intelligent Machines? Arkiveret 11. november 2006 hos  Wayback Machine
- Redwood Center for Theoretical Neuroscience
- Portability, People and Passion Arkiveret 18. juni 2008 hos  Wayback Machine, Jeff Hawkins speaks at Stanford Podcast Arkiveret 3. august 2007 hos  Wayback Machine
- RSA 2008 Keynote Speaker Arkiveret 31. maj 2008 hos  Wayback Machine on Hierarchical Temporal Memory
- 2008 Interview on the Brain Science Podcast